# Pałac w Karwińcu
Pałac w Karwińcu – nieistniejący już pałac znajdujący się niegdyś w parku we wsi Karwiniec w gminie Bierutów.
Pałac powstał w XIX w., w centrum wsi Karwiniec (do 1945 Langenhof). Pozostała po nim do dziś oficyna wybudowana w 1880 i budynek gospodarczy z 1890, a także XIX-wieczne obory, stodoły i spichlerz. Na teren folwarczny od południa prowadziła brama oddzielająca wieś od majątku pańskiego. W ramach wyraźnego programu przebudowy majątku dworskiego u schyłku XIX w. powstał również park krajobrazowy o bogatym drzewostanie i licznych rzadkich odmianach krzewów, roślinach egzotycznych (bananowcach itp.), zajmujący powierzchnię dwóch hektarów. Położony między zespołem dworskim a główną ulicą wsi park miał za zadanie, podobnie jak brama, oddzielać świat dworu od pozostałych mieszkańców.
Pałac był powiązany ze znajdującym się kilka kilometrów od niego pałacem w Przeczowie. Obie rezydencje były majątkiem tych samych bierutowskich rodów. Pałac w Przeczowie okala park, bardzo bogaty w drzewostan, o licznych rzadkich gatunkach roślin, podobnie jak ten w Karwińcu. Zachowanym świadectwem łączności obu pałaców było okalające do niedawna park w Karwińcu kute ogrodzenie, identyczne jak to w Przeczowie. Pałac w Przeczowie połączony jest z tym w Karwińcu drogą wiodącą przez las, która w swoim początkowym biegu od bram rezydencji w Przeczowie wiedzie zachowaną do dziś aleją kasztanową.

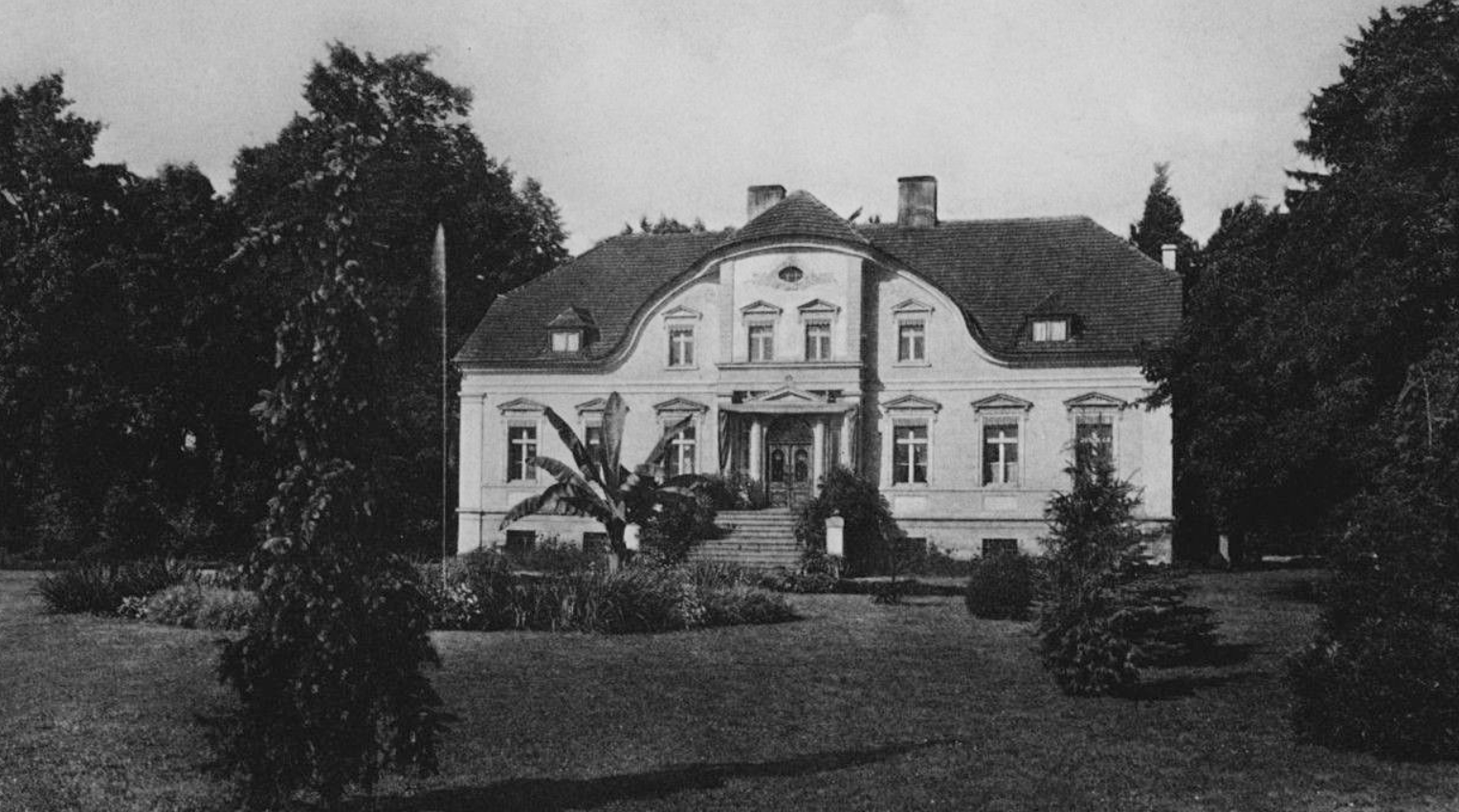
Pałac w Karwińcu